# Rio Fundătura (Bârlad)
O Rio Fundătura é um rio da Romênia, afluente do Bârlad, localizado no distrito de Iaşi.